# Cladocarpus cartieri
Cladocarpus cartieri is een hydroïdpoliep uit de familie Aglaopheniidae. De poliep komt uit het geslacht Cladocarpus. Cladocarpus cartieri werd in 1921 voor het eerst wetenschappelijk beschreven door Bedot. 